# Унищожителя
Унищожителя (на английски: Vilator) е измислен комиксов персонаж, създаден от Тод Макфарлън. Неговата друга форма е тази на Клоуна. За първи път се появява в брой 2 на „Споун“, издаден през май 1992 г. Той е един от най-разпознаваемите врагове на главния персонаж от комиксовата поредица Споун. Дълго Унищожителя е антагонист в серията комикси, по-точно от брой 1 до 100. След тези броеве отива на по-заден план.